# Un sac de puces
 (août 2020).
Pour plus de détails, voir Fiche technique et Distribution.
Un sac de puces (Pytel Blech) est un film tchèque réalisé par Věra Chytilová, sorti en 1962.

## Synopsis
Dans l’internat d’une usine de textile vivent des jeunes filles âgées de quinze à dix-huit ans. Malgré le cadre autoritaire des lieux, les filles s'amusent et se chamaillent. Un conflit éclate alors entre deux pensionnaires mais aussi avec les éducatrices et la direction.

## Fiche technique
- Titre : Un sac de puces
- Titre original : Pytel Blech
- Réalisation : Věra Chytilová
- Scénariste : Věra Chytilová
- Producteur : Stanislav Koláček
- Production : Studio Populárne Vedeckých a Naucných Filmu Praha
- Caméra : Jaromír Šofr
- Montage : Marie Čulíková
- Musique : G. Houdek, J. Kindermann
- Durée : 43 minutes
- Format : noir et blanc
- Dates de sortie : 1962

## Distribution
- Helga Čočková (cs)

## Analyse
Tënk affirme que la réalisatrice, Věra Chytilová, se rebelle à travers son film, adoptant un style libre, direct et original, à l'image de la Nouvelle Vague.